# Via Duomo (Barletta)
Via Duomo è una delle vie più antiche di Barletta. Si snoda da Piazza Duomo, dove ha sede la Cattedrale di Santa Maria Maggiore, sino alla Piazzetta, ossia sino al nodo viario in cui confluiscono via Cialdini, via Ettore Fieramosca e corso Vittorio Emanuele.

## Storia

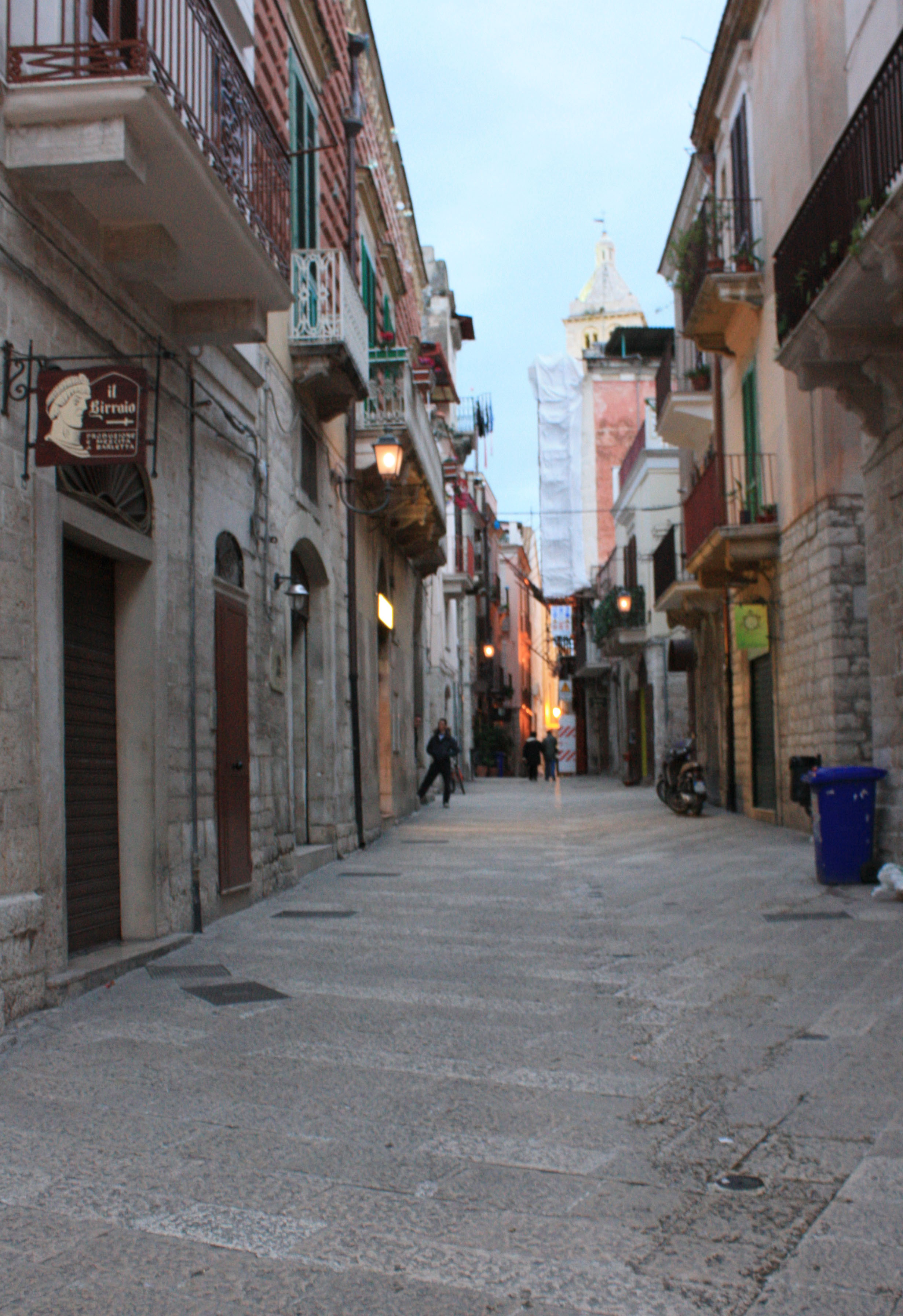

Studi tipologici effettuati sull'area ricondurrebbero questa via al tracciato più antico, lungo il quale si sarebbe formato il primo aggregato urbano. Da un documento autentico datato 1378 la strada risulta denominata Ruga Sanctae Mariae, ossia strada di Santa Maria, naturalmente per la vicinanza alla chiesa omonima. La denominazione fu cambiata in quella attuale in seguito all'Unità d'Italia.

## Descrizione
La via è caratterizzata da una sezione stradale ridotta di soli cinque metri e una lunghezza di cento metri. Lungo via Duomo si aprono numerosi vicoli ad essa ortogonali, che portano a nord verso le antiche mura, mentre a sud verso via Ettore Fieramosca e la vicina via Cavour. 
Su questa strada si affacciano palazzi di notevole importanza storica come Palazzo Santacroce e il palazzo in cui alloggiò il capitano spagnolo Consalvo da Cordova, come ricorda l'iscrizione presente sull'architrave di uno dei balconi. 
Con il recupero architettonico e funzionale del centro storico via Duomo è oggi una delle vie più frequentate, grazie anche alla presenza di numerosi locali e alla funzione di collegamento tra corso Vittorio Emanuele e il Castello.